# Maximilian Humpert
Maximilian Humpert (* 21. September 1990 in Remscheid) ist ein deutscher Reporter, Journalist, Slam-Poet, Filmemacher und Musiker.

## Leben
Seit 2009 ist Maximilian Humpert bei mehr als 270 Poetry Slams und Lesebühnen in Deutschland, Österreich und der Schweiz aufgetreten. Größere Bekanntheit erlangte Humpert durch seinen Auftritt bei NightWash mit dem Text Plädoyer für die Gelassenheit und mit seinem Auftritt beim 3. Bielefelder Hörsaalslam mit dem Text Erinnerungssplitter. Im Jahr 2015 erreichte Maximilian Humpert bei den Deutschsprachigen Meisterschaften im Poetry Slam das Halbfinale und gehörte nach Wertung zu den besten zwölf Poeten des Einzel-Wettbewerbs.
Neben seinen Auftritten auf Bühnen ist Humpert für die Produktion von Poetry Clips zu seinen Texten bekannt. Sein Kurzfilm Stillstand ist mehrfach preisgekrönt. Humpert war Co-Regisseur, komponierte die Musik und schrieb gemeinsam mit der Slam-Poetin Svenja Gräfen den Text. Im WDR Fernsehen war er 2013 in einem Poetry Clip im Format Jein zu sehen. Im Jahr 2015 wirkte er als Autor und Poetry Slammer bei der Sendung Ninias Fashion Mag auf RTL Television mit. Die Sendung wurde für den Kinder-Medien-Preis Goldener Spatz nominiert.
2012 veröffentlichte Maximilian Humpert die CD Stroboskop beim Label Eydition. Zusammen mit Jan Philipp Zymny und Fabian Navarro war Humpert zwischen 2012 und 2015 im Slam-Team Team 101 aktiv. Im Jahr 2012 machte das Team eine einwöchige Lese-Tour durch Deutschland und erreichte im November das Team-Finale der Deutschsprachigen Meisterschaften im Poetry Slam.
Maximilian Humpert arbeitet außerdem als Freier Journalist, unter anderem für Bento, einem Projekt von Spiegel Online. Mit dem Multimedia-Projekt Ziel:Zuhause, das sich mit der Integration in der Dortmunder Nordstadt auseinandersetzt, kam er unter die Top 12 des Axel-Springer-Preises 2016.
Von 2010 bis 2016 studierte Maximilian Humpert Medienwissenschaft und Medieninformatik in Köln und Bonn. Während seines Studiums war er Stipendiat der Journalisten-Akademie der Konrad-Adenauer-Stiftung.
Seit 2020 ist Maximilian Humpert Reporter und Autor bei dem funk-Format reporter, das vom Westdeutschen Rundfunk produziert wird. Im Februar 2022 wurde der Snapchat-Kanal von reporter für den Grimme-Preis nominiert.

## Werke
- Stroboskop. Eydition, Mannheim 2012

## Auszeichnungen
- 2014 Gläserner Johahn, 1. Platz Kurzfilm, Medienpreis der TU Ilmenau für Stillstand[14]
- 2014 Compete, 3. Platz Poetry Clip, Düsseldorfer Literaturpreis für Rattern und Rennen[15]
- 2012 Compete, 1. Platz Poetry Clip, Düsseldorfer Literaturpreis für Stillstand
- 2010 Deutschsprachige U20-Meisterschaften im Poetry Slam, 3. Platz[16]